# Isola di Saryčev
L'isola di Saryčev (in inglese Sarichef Island) è un'isola dell'Alaska (USA) nel mare dei Čukči. Amministrativamente appartiene al Census Area di Nome dell'Unorganized Borough.
Questa isola è stata così denominata, nel 1816, dall'esploratore  Otto von Kotzebue, della Marina imperiale russa, in onore del viceammiraglio Gavriil Saryčev (1763-1831).

## Geografia
L'isola di Saryčev è una lunga e stretta isola costiera che chiude l'imboccatura dell'insenatura di Shishmaref, dove sfocia il fiume Serpentine. L'isola è lunga 7 km, il punto più alto raggiunge i 6 m.
Sull'isola di Saryčev si trova la città di Shishmaref e l'omonimo aeroporto.